# Tipula (Trichotipula) bituberculata
Tipula (Trichotipula) bituberculata is een tweevleugelige uit de familie langpootmuggen (Tipulidae). De soort komt voor in het Nearctisch gebied.